# ملعب الأمير محمد بن عبد الله الفيصل
ملعب الأمير محمد بن عبد الله الفيصل ، (بالإنجليزية: Prince Mohammed bin Abdullah Al Faisal Stadium)‏، يقع بمقر نادي الأهلي السعودي، تم بناء الملعب سنة 1987، ويستخدم للعب كرة القدم، ويقع مقره في مدينة جدة، تبلغ طاقة الإستعياب نحو 20 آلاف متفرج.

## وصلات خارجية
- Stadium picture